# Jacques Rancière
Jacques Rancière   (Alger, 10 de juny de 1940) és un filòsof francès, professor de filosofia a la European Graduate School de Saas-Fee i professor emèrit de filosofia a la Universitat París 8. Vincennes - Saint-Denis. L'obra de Rancière començà a prendre rellevància quan coescrigué Llegint el Capital (1968) amb el filòsof estructuralista i marxista francès Louis Althusser.

## Vida i obra
Rancière va contribuir a l'influent volum Llegint el Capital (tot i que la seva contribució no es troba en totes les traduccions de l'obra) abans de trencar públicament amb Althusser per la seva actitud respecte al protestes estudiantils de maig de 1968 a París: segons Rancière l'actitud teòrica d'Althusser no deixava cap lloc per als aixecaments populars espontanis. El 1974 posa en paraules el seu desacord amb La Leçon d'Althusser. A finals de la dècada del 1970 inicia amb altres joves intel·lectuals el col·lectiu Révoltes Logiques que sota influència d'Arthur Rimbaud, torna a posar en dubte les representacions tradicionals del fet social i publica una revista. Les seves contribucions han estat publicades en forma de volum el 2003 sota el títol Les Scènes du peuple.
Des de llavors, Rancière s'ha apartat del camí iniciat pel seu precursor i ha publicat una sèrie de llibres posant a prova els conceptes que formen la nostra comprensió del discurs polítics, com la idea d'ideologia i proletariat. La seva obra discuteix la mateixa existència de la classe obrera, i de quina manera les masses de treballadors sobre les quals parlen pensadors com Althusser entren en una relació amb el coneixement que els filòsofs produeixen sobre l'entorn obrer. Un exemple d'aquesta línia de pensament és l'obra de Rancière titulada El filòsof i els seus pobres (1983), sobre el rol dels pobres en la vida intel·lectual dels filòsofs. Més recentment, Rancière s'ha involucrat en el tema dels drets humans, especialment tractant el rol de les organitzacions internacionals que decideixen quins grups de persones (el problema de la massa novament) justifiquen la necessitat o no d'intervencions humanitàries o guerra.

## La Mésentente: política versus policia
Aquest llibre de 1995 és fins avui un dels textos més influent de Rancière, i intenta presentar la política com una cadena de subjectivacions com a praxis de la discussió o disputa que té lloc ja a la polis grega. La lluita de classes entre pobres i rics, poderosos i els exclosos del poder és d'aquesta manera un problema a ser solucionat per la política, sinó que és la política en si mateixa. En tant que la part de la societat que pertoca als que no en poden prendre part (“la part des sans-part”) comença a ser conscient de la seva posició i dels seus drets, les estructures socials són revisades. Això significa una denegació del consens superficial d'una política mediatitzada.
Important per a Rancière és el concepte de la policia, que defineix com oposició directa a la política: com institucionalització de la desigualtat en el repartiment de la societat: la policia fixa les relacions dels subjectes respecte als uns dels altres, denega l'existència dels desposseïts i l'existència de la desmesura. La discussió política, tal com l'entén Rancière, és el trencament amb l'actual ordre de les coses.

## El mestre ignorant
El llibre titulat Le Maître ignorant: Cinq leçons sur l'émancipation intellectuelle  (1981) va ser escrit per a educadors practicants i potencials sota el principi de l'anti-elitisme i l'educació igualitària, amb la idea de l'autoaprenentatge i la llibertat com a ideals. En aquest text, a través de la història de Jean-Joseph Jacotot, Rancière pretén que els seus lectors considerin la igualtat com a punt de partida i no com a destinació. Fent això, demana als educadors que abandonin els temes de deficiència cultural/fracàs escolar i de salvació tant estesos a la retòrica educativa actual. En lloc de demanar que existeixin mestres preparats per guiar els estudiants a una finalitat prescrita i alienant, Rancière creu que els educadors haurien de portar la intel·ligència igualitàriament per tothom cap al creixement intel·lectual en direccions virtualment il·limitades. No cal que el mestre ho sàpiga tot (pot ser una persona “ignorant”). Amb la premissa que tothom té la mateixa intel·ligència, i les observacions fundades en aquest principi, Rancière creu que els pobres i els desemparats haurien de saber que són perfectament capaços d'educar-se a si mateixos qualsevol cosa que vulguin conèixer. Rancière creu que qualsevol persona té el potencial pel lideratge i que els oprimits no haurien de ser subjugats pels experts ni dependents en altres per a la seva emancipació intel·lectual.

## Treballs sobre estètica
Des dels inicis de la dècada del 1990 Rancière s'ocupa principalment amb qüestions estètiques, i escriu entre altres temes sobre pintura i teoria del cinema. El seu plantejament és una crítica dels principis de la representació, com s'entén des del concepte aristotèlic de mimesi. Amb el desenvolupament d'una literatura moderna al segle xix, segons Rancière, va arribar també una modificació de la percepció i una emancipació de la paraula escrita en cadascuna de les funcions de representació. En aquest àmbit de tensió situa el filòsof el punt de partida de desenvolupament del mitjà cinematogràfic, que no només és representació sinó també discurs desjerarquitzat. Le destin des images (2003) subratlla la qualitat sensual de les imatges: no només són representació, sinó que també són directament experimentables, i no subjectes a cap ordenació. Aquestes consideracions són les que han popularitzat l'obra de Rancière en els camps de la teoria del teatre i dels mitjans de comunicació. Segons Hans-Thies Lehmann, Rancière és el teòric més popular del teatre postdramàtic.

## Influència
El 2006 van començar a aparèixer senyals de la influència de Rancière i la seva teoria estètica en el camp de les arts visuals, i el filòsof ha donat conferències a esdeveniments internacionals com la fira d'art Frieze a Londres. La candidata a la presidència francesa Ségolène Royal va citar Rancière com el seu filòsof preferit.

## Obra publicada
- La Leçon d'Althusser, Gallimard, Idées 294, 1975; La fabrique édition, 2012.
- La Parole ouvrière, avec Alain Faure, 10/18, 1976 - La Fabrique, 2007 (avec une postface inédite)
- La Nuit des prolétaires. Archives du rêve ouvrier, Fayard 1981, Hachette Pluriel (Poche), 1997
- Le Philosophe et ses pauvres, Fayard, 1983, Flammarion (Poche), 2007 et 2010
- Louis-Gabriel Gauny : le philosophe plébéien(édition de Jacques Rancière), Presses universitaires de Vincennes, 1985
- Le Maître ignorant : Cinq leçons sur l'émancipation intellectuelle, Fayard 1987 - 10/18 Poche, 2004
- Courts voyages au Pays du peuple, Le Seuil, 1990
- Les Noms de l'histoire. Essai de poétique du savoir, Le Seuil, 1992; [Els Noms de la història: una poètica del saber. València: Publicacions de la Universitat de València, 2005. ISBN 84-370-6158-X]
- "Prefaci" a Joan Borrell/Jean Borreil, La raison nomade, Payot, París, 1993
- Mallarmé, la politique de la sirène, Hachette, 1996
- Aux bords du politique, Osiris, 1990, La Fabrique 1998, Folio, 2003
- La Mésentente, Galilée, 1995
- Arrêt sur histoire, avec Jean-Louis Comolli, Centre Georges-Pompidou, 1997
- La Chair des mots. Politique de l'écriture, Galilée, 1998
- La Parole muette. Essai sur les contradictions de la littérature, Hachette, 1998
- La Fable cinématographique, Le Seuil
- Le Partage du sensible, La Fabrique, 2000
- L'Inconscient esthétique, La Fabrique, 2001
- Le Destin des images, La Fabrique, 2003
- Les Scènes du Peuple, Horlieu, 2003 (réédition des articles parus dans Les Révoltes logiques)
- Malaise dans l'esthétique, Galilée, 2004
- L'Espace des mots : De Mallarmé à Broodthaers, Musée des Beaux Arts de Nantes, 2005
- La Haine de la démocratie, La Fabrique, 2005
- Chronique des temps consensuels, Le Seuil, 2005
- La Philosophie déplacée. Autour de Jacques Rancière, Actes du colloque de Cerisy. Horlieu, 2006
- The Politics of Aesthetics, Continuum, 2006 (anglès)
- Politique de la littérature, Galilée, 2007
- Le Spectateur émancipé, La Fabrique, 2008
- Et tant pis pour les gens fatigués. Entretiens, Éditions Amsterdam, 2009
- Moments politiques — Interventions 1977-2009, La fabrique (pour l'édition française) et Lux (pour l'édition canadienne), 2009.
- Les Écarts du cinéma, La Fabrique, 2011
- Aisthesis, Scènes du régime esthétique de l'art, Galilée, 2011